# Особливий хлопець — тупий супергерой
Особливий хлопець — тупий супергерой — супергеройський фільм 2006 року. Поєднує в собі елементи кількох жанрів — комедія-драма, психологічний трилер, сатира та науково-фантастичний фільм. Автори сценарію і режисери Хел Габерман та Джеремі Пассмор. Фільм вийшов у кінотеатрах Великобританії 17 листопада 2006 року.

## Про фільм
Самотній шанувальник коміксів, Лес Франкен, має побічну реакцію на ліки.
В швидкому часі він переконується, що є супергерєм.

## Знімались
| Актор              | Роль               |
| ------------------ | ------------------ |
| Майкл Рапапорт     | Лес                |
| Пол Блекторн       | Джонас             |
| Джош Пек           | Джой               |
| Роберт Бейкер      | Еверетт            |
| Джек Келер         | Добсон             |
| Александра Голден  | Меггі              |
| Ієн Боен           | Тед                |
| Майкл Шеймус Вайлз | поліцейський       |
| Еріх Андерсон      | новинар            |
| Карін Браянт       | співведуча         |
| Чарлі Бебкок       | ентузіаст коміксів |
| Чаллен Кейтс       | бізнесвумен        |